# Коламбіана (Алабама)
Коламбіана (англ. Columbiana) — місто (англ. city) в США, в окрузі Шелбі штату Алабама. Населення — 4462 особи (2020).

## Географія

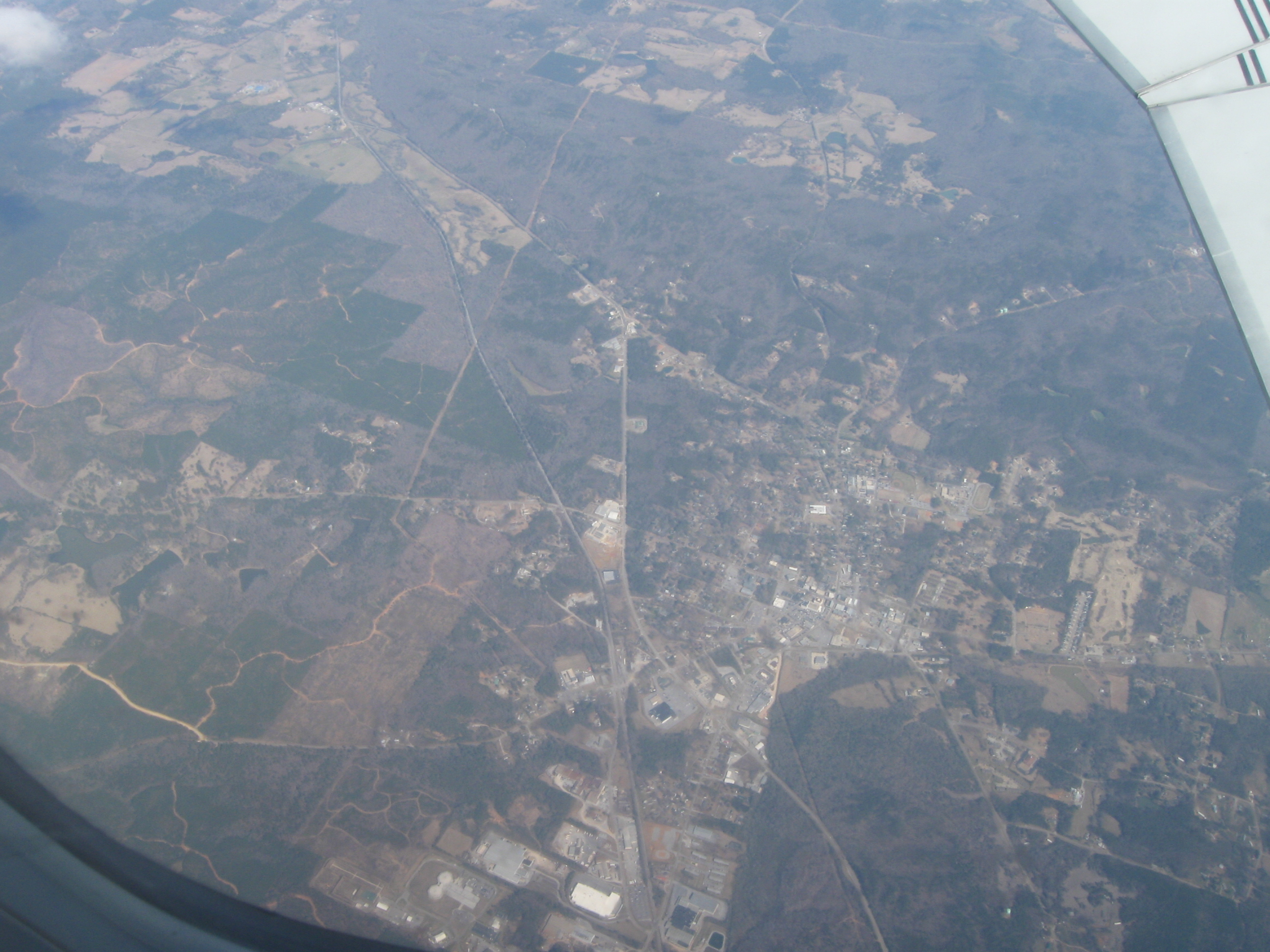
Аерофотозйомка Коламбіани і її околиць.

Коламбіана розташована за координатами 33°11′49″ пн. ш. 86°36′17″ зх. д. / 33.19694° пн. ш. 86.60472° зх. д. (33.196887, -86.604695). За даними Бюро перепису населення США в 2010 році місто мало площу 41,92 км², з яких 41,67 км² — суходіл та 0,25 км² — водойми. В 2017 році площа становила 45,34 км², з яких 45,08 км² — суходіл та 0,26 км² — водойми.

## Історія
Начелений пункт отримав статус міста в 1837 році, у межах півтори милі в кожному напрямку від міської площі. Спочатку поселення мало назву «Коламбія». Законодавчим актом змінено назву на Коламбіана 13 січня 1832. До громадянської війни в Колабіані був розташований чавуноливарний завод і під час війни він працював на уряд Конфедерації. Завод був спалений в 1865 році.

## Демографія
Згідно з переписом 2010 року, у місті мешкало 4197 осіб у 1303 домогосподарствах у складі 874 родин. Густота населення становила 100 осіб/км². Було 1445 помешкань (34/км²).
Расовий склад населення:
| - 71,3 % — білих - 25,1 % — чорних або афроамериканців - 0,3 % — корінних американців - 0,2 % — азіатів - 0,1 % — вихідців з тихоокеанських островів - 1,6 % — осіб інших рас |

До двох чи більше рас належало 1,3 %. Частка іспаномовних становила 3,0 % від усіх жителів.
За віковим діапазоном населення розподілялося таким чином: 19,7 % — особи молодші 18 років, 66,2 % — особи у віці 18—64 років, 14,1 % — особи у віці 65 років та старші. Медіана віку мешканця становила 37,8 року. На 100 осіб жіночої статі у місті припадало 121,1 чоловіків; на 100 жінок у віці від 18 років та старших — 126,2 чоловіків також старших 18 років.
Середній дохід на одне домашнє господарство становив 55 078 доларів США (медіана — 32 700), а середній дохід на одну сім'ю — 71 351 долар (медіана — 51 679). За межею бідності перебувало 24,0 % осіб, у тому числі 23,0 % дітей у віці до 18 років та 16,2 % осіб у віці 65 років та старших.
Цивільне працевлаштоване населення становило 1078 осіб. Основні галузі зайнятості: роздрібна торгівля — 17,4 %, науковці, спеціалісти, менеджери — 14,3 %, освіта, охорона здоров'я та соціальна допомога — 13,7 %.

## Відомі люди

### Народились
- Роберт Бентлі (1943) — американський політик, губернатор штата Алабама у 2011—2017 роках.

## Галерея

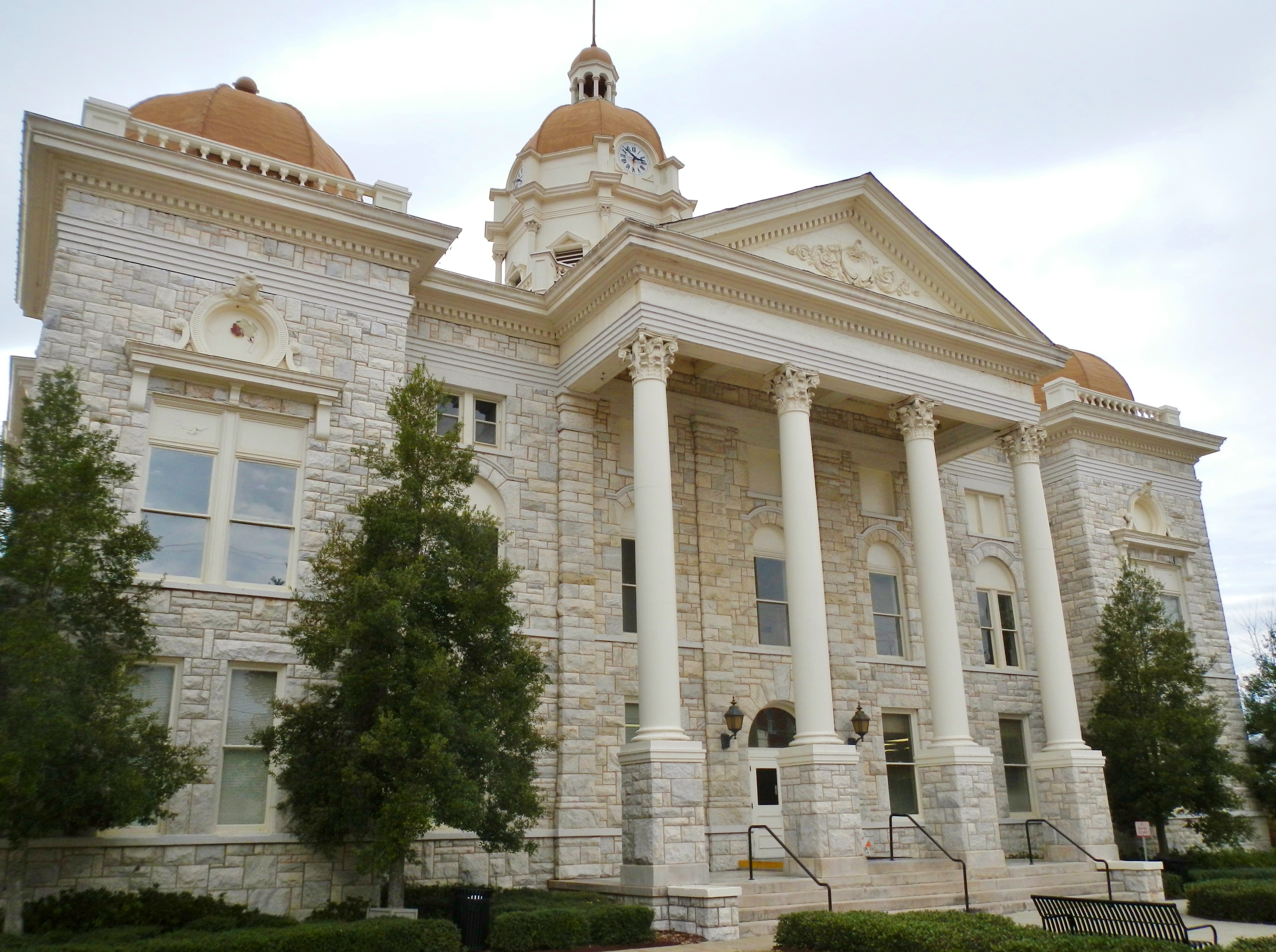
Окружний суд Шелбі в Коламбіані.
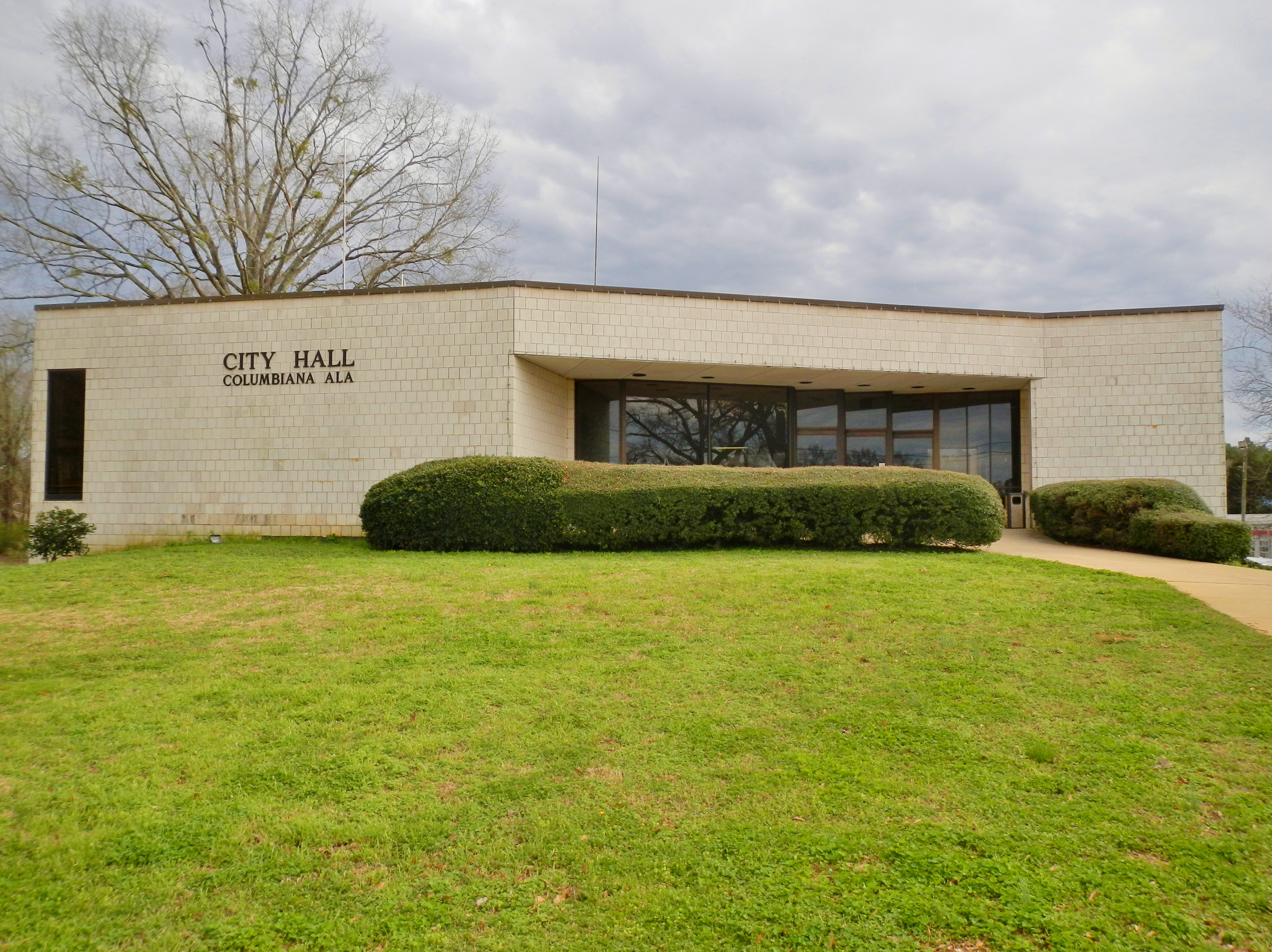
Мерія
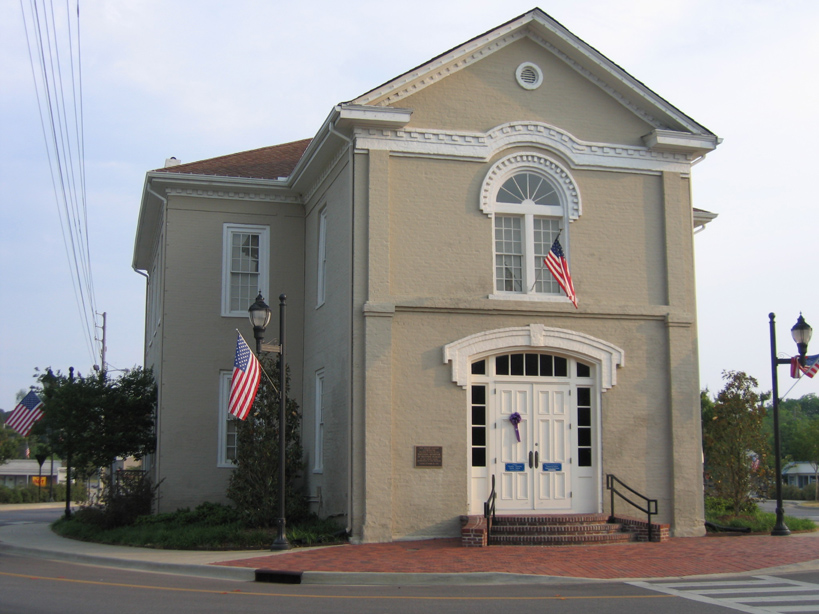
Стара будівля окружного суду. Була побудована в 1854 і внесена до  Національного реєстру історичних місць 29 жовтня 1974.